# Fidena haywardi
Fidena haywardi är en tvåvingeart som beskrevs av Philip 1967. Fidena haywardi ingår i släktet Fidena och familjen bromsar. Inga underarter finns listade i Catalogue of Life.